# Guido Vergauwen

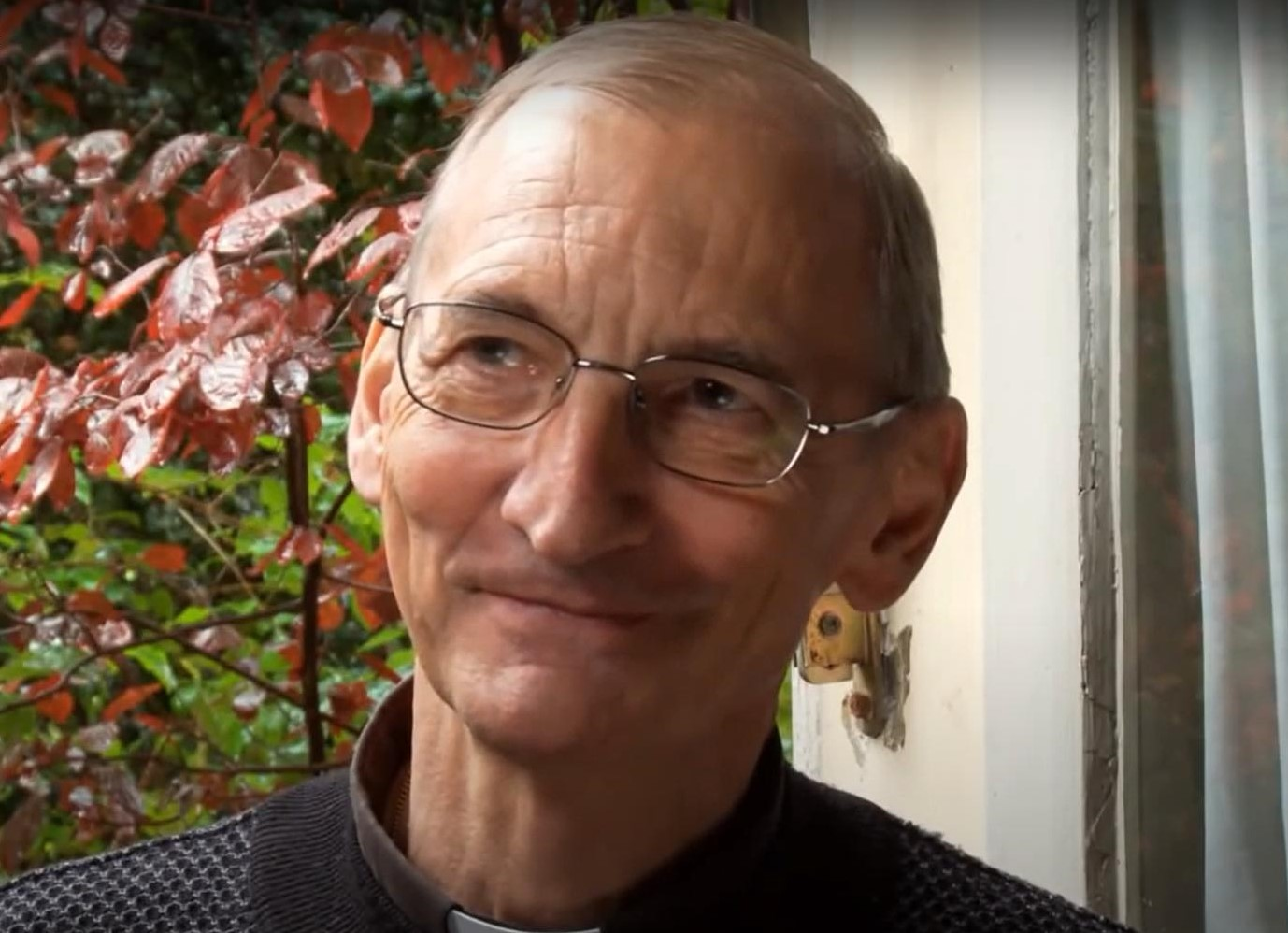
Guido Vergauwen (2013)

Guido Vergauwen (* 22. August 1944) ist ein belgischer Ordensgeistlicher der Dominikaner (OP) und Fundamentaltheologe. Er war ordentlicher Professor an der Universität Freiburg (Schweiz) und deren Rektor.

## Leben
Nach seinem Abschluss am Sint-Jozef-Klein-Seminarie in Sint-Niklaas, einer Stadt in der belgischen Provinz Ostflandern, trat Guido Vergauwen 1962 in die Ordensgemeinschaft der Dominikaner ein. Er studierte Philosophie (1963–1966) und Theologie (1966–1968) am Studium Generale der flämischen Ordensprovinz in Löwen. 1969 empfing er die Priesterweihe. Er war Assistent am Lehrstuhl für Moraltheologie an der Schweizer Universität Freiburg (1970–1971), an der Eberhard Karls Universität Tübingen (1971–1972) und am Lehrstuhl für dogmatische Theologie an der Universität Freiburg (1972–1975). 1975 wurde er an der Theologischen Fakultät in Freiburg im Üechtland mit einer Arbeit Absolute und endliche Freiheit. Schellings Lehre von Schöpfung und Fall bei Colman-Eugène O’Neill OP und Philibert Secretan zum Doctor theologiae promoviert.
1975 wurde er Studienleiter für den Bereich Theologie in der von Architekt Justus Dahinden erbauten Paulus-Akademie in Zürich-Witikon sowie Dozent für Spiritualität am Seminar für Seelsorgehilfe in Zürich und Referent für die theologische Fortbildung der Priester im Dekanat Zürich-Stadt. 1985 hatte er einen Lehrauftrag für katholische Theologie mit Schwerpunkt Fundamentaltheologie an der Universität Zürich inne.
Guido Vergauwen erhielt 1985 einen Ruf auf die ordentliche Professur für Fundamentaltheologie an der Theologischen Fakultät der Universität Freiburg, damit verbunden die Leitung des Instituts für Ökumenische Studien. Er war Dekan der Theologischen Fakultät (2000–2007) und Vizerektor der Universität Freiburg (2003–2007). Von 2007 bis 2015 war Vergauwen Rektor der Universität Freiburg; seine Nachfolgerin wurde 2015 Astrid Epiney. Von 2015 bis 2023 war Vergauwen Provinzial der Schweizer Sektion des Dominikanerordens.
Er hatte zahlreiche weitere Ämter inne, wie Präsident der Ökumene-Kommission der Schweizer Bischofskonferenz. Er war von 1993 bis 2002 Mitglied des Generalrates des Dominikanerordens. Derzeit ist er Vorsitzender des Verwaltungsrates der Päpstlichen Universität Heiliger Thomas von Aquin (Angelicum).
Er ist Redaktionsmitglied der Freiburger Zeitschrift für Philosophie und Theologie sowie der Schriftenreihe Studia Oecumenica Friburgensia und anderer Schriftreihen.

## Ehrungen
- Ehrendoktorwürde der Theologischen Fakultät der Universität Bukarest, Rumänien (2005)[2][4]
- Verleihung des Titels „Magister“ des Dominikanerordens (2008)[5]
- Ehrendoktorwürde der Theologischen Fakultät der Universität Tilburg, Niederlande (2012)[6]